# Ekaätten
Ekaätten var en svensk stormansätt som tillhörde svensk uradel, och var mycket betydande under medeltidens två sista århundraden. 
Ekaätten är ett sentida namn givet efter släktens mest kända sätesgård: det uppländska godset Eka. Gården låg i Lillkyrka socken nära Enköping. Ekaätten antas på grund av likheter i namnskick och vapenbild ha gemensam härstamning med Hindsekindsätten, en småländsk lågfrälsesläkt i Värnamotrakten. Som släktens stamfar räknas Trotte Peterssons far Peter.
De mest bekanta av ättens medlemmar var Trotte Pedersson och hans sonson Greger Magnusson. Trotte var konung Magnus Erikssons hövitsman på Varbergs fästning. Han stupade troligen vid slaget vid Gataskogen 1365. Greger var hövitsman för den svenska flottan i slaget i Öresund 1427. Han blev tillfångatagen av lybeckarna och fick stanna kvar i fångenskap flera år.
Andra medlemmar är riksråden Karl Magnusson och Trotte Karlsson, fader och son (Trotte stupade i slaget vid Brunkeberg 1471), Trottes bror, riksrådet Måns Karlsson, vilken tillhörde Sturepartiet, och dennes dotter Cecilia Månsdotter, som genom sitt gifte med Erik Johansson blev mor till kung Gustav Vasa.

## Släktträd
1. Peter
  1. Trotte Pedersson (Eka), den mest bekanta av ättens medlemmar. Trotte var konung Magnus Erikssons hövitsman på Varbergs fästning. Han stupade troligen vid slaget på Gataskogen 1365.
    1. Magnus Trottesson
      1. Märta Magnusdotter. Gift med riksrådet Claus Ulf
      2. Johan Magnusson.
      3. Greger Magnusson (Eka), sonson till Trotte Pedersson.  Greger var hövitsman för den svenska flottan i slaget i Öresund 1427. Han blev tillfångatagen av lybeckarna och fick stanna kvar i fångenskap flera år. Gift med sin styvmors syster Ingeborg Magnusdotter (Kase), dotter av fogden Magnus Kase och Bengta Bengtsdotter (Oxenstierna).
      4. Karl Magnusson (Eka), riddare och riksråd. Gift med Birgitta Arendsdotter, dotter till Arend Pinnow och Elin Andersdotter (Årbyätten). 
        1. Trotte Karlsson (Eka). Trotte stupade i slaget vid Brunkeberg 1471.
        2. Måns Karlsson (Eka), riksråd, tillhörde Sturepartiet. Gift med Sigrid Eskilsdotter, dotter av riddaren och riksrådet Eskil Isaksson (Banér) och Cecilia Haraldsdotter (Gren).
          1. Cecilia Månsdotter (Eka), som genom sitt gifte med Erik Johansson (Vasa) blev moder till konung Gustav Vasa.
          2. Karl Månsson
          3. Trotte Månsson, riddare och riksråd. Gift 1510 med Märta Bengtsdotter, dotter till Bengt Arendsson (tillbakaseende ulv) och Kerstin Davidsdotter (Oxenstierna)
            1. Måns Trotteson (mor Märta Bengtsdotter)
            2. Olof Trottesson (utanför äktenskapet)
              1. Olof Olofsson i Gottenvik förde ett musselskal i sitt vapen. Grenen utslocknade med hans systrar i början av 1600-talet.

          4. Gregers Månsson
          5. Märta Månsdotter
          6. Måns Månsson

    2. Elin Trottesdotter, skrivs ibland Elin Trottadotter. Nunna
    3. Johan Trottesson
    4. N.N. Gift med riksrådet och lagmannen Lars Björnsson (en bjälke) (1300-talet)
    5. N.N. Gift med väpnaren Tideke Pinnow
    6. Birgitta Trottedotter. Gift före 1378 med Kort Görtz